# История создания романа «Бедные люди»

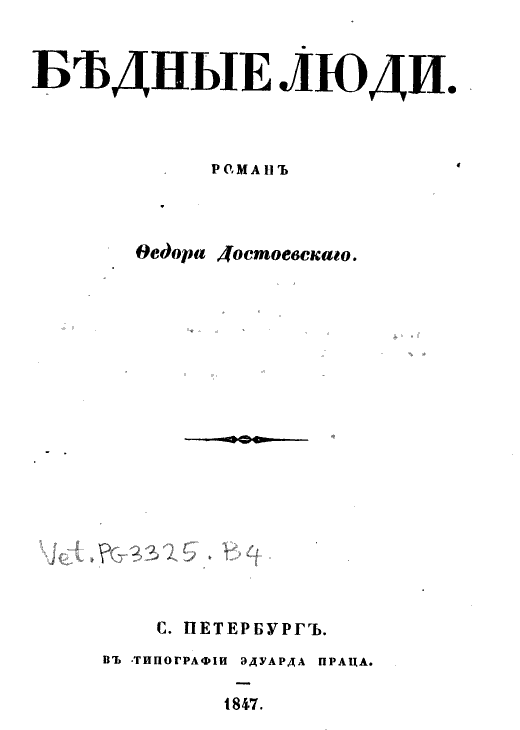
Обложка романа «Бедные люди». 1847 год

Роман «Бедные люди» стал первым опубликованным произведением Фёдора Михайловича Достоевского. Замысел произведения возник ещё в годы учёбы в Инженерном училище, к моменту написания у автора уже имелся достаточный жизненный опыт и обширные личные впечатления. На поэтику романа повлияло движение русской литературы 1830—1840-х годов от романтизма к реализму, а также творчество таких писателей, как Александр Сергеевич Пушкин и Николай Васильевич Гоголь. Непосредственно перед написанием своего произведения Достоевский занимался переводом романа «Евгения Гранде» Оноре де Бальзака; эта работа подготовила его к созданию социально-философского и психологического романа-трагедии уже о русской жизни. Выбрать форму романа в письмах молодого Достоевского побудило желание не только изобразить в своём произведении социальную судьбу «бедных людей», но и максимально полно раскрыть их внутренний мир.
Первым письменным свидетельством, показывающим рождение замысла, является письмо Достоевского к старшему брату от 30 сентября 1844 года. По свидетельству современников, во время работы над романом писатель «просиживал целые дни и часть ночи за письменным столом». Первая редакция была закончена ещё в ноябре 1844 года, после чего подверглась переработке в декабре. Вторая редакция была произведена в феврале — марте 1845 года, затем текст ещё раз был переписан начисто. К 4 мая 1845 года роман был закончен. Прочитав рукопись за ночь, уже утром следующего дня поэт и издатель Николай Некрасов объявил о том, что принимает произведение для печати. После прочтения «Бедных людей» нового писателя горячо приветствовал критик Виссарион Белинский. 21 января 1846 года «Бедные люди» были впервые напечатаны в «Петербургском сборнике». В дальнейшем Достоевский ещё три раза возвращался к доработке произведения — в 1847, 1860 и 1865 годах.

## Предыстория

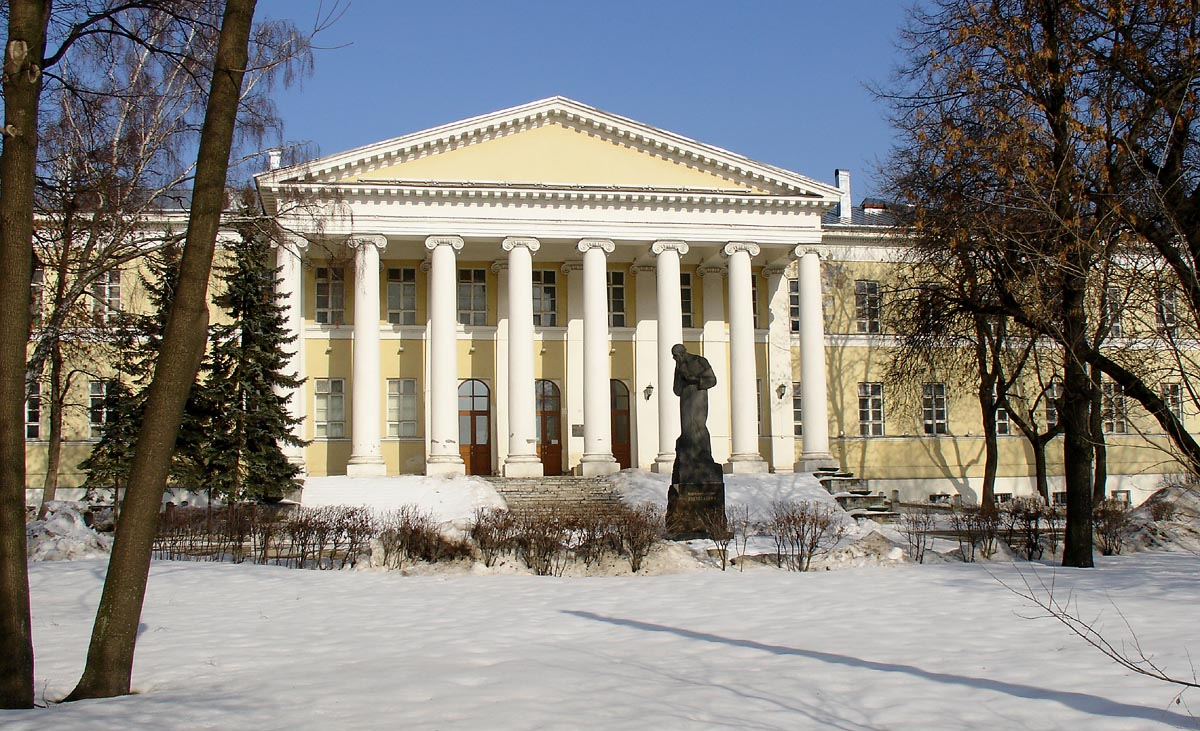
Мариинская больница

К моменту написания «Бедных людей» у Достоевского уже имелся достаточный жизненный опыт. Отец писателя служил врачом в Мариинской больнице для бедных, во флигеле которой жила его семья. С самого раннего детства Достоевский мог наблюдать за жизнью бедноты и других обитателей города. В Петербурге в первые годы после окончания Инженерного училища, выйдя в отставку из Инженерного департамента и став начинающим литератором, Достоевский расширил свои познания. Снимая квартиру вместе с врачом недалеко от Фонтанки, писатель интересовался жизнью его небогатых пациентов, а также любил бродить по улице, наблюдая различные городские сцены.

### Семья
Помимо перенесённых в роман наблюдений за посторонними людьми, Достоевский использовал и личные впечатления, позволившие ему включить в произведение некоторых членов семьи в качестве прототипов для разных персонажей. Так, прототипом Вареньки Доброселовой послужила сестра писателя — Варвара Михайловна. Здесь совпадают как имя героини, так и описываемые ею в дневнике воспоминания детства. В них появляется образ няни Достоевских — Алены Фроловны; отец Вареньки напоминает отца Достоевского; изображение деревни похоже на описание его имения — села Дарового.
Речь героев, изобилующая уменьшительными формами и отличающаяся сентиментальной чувствительностью, близка тому языку, который использовали в своих письмах родители Достоевского. Прототипом Анны Фёдоровны в романе послужила сестра матери Достоевского — Александра Фёдоровна Куманина, отношения которой с отцом Достоевского напоминают отношения отца Вареньки с Анной Фёдоровной. Сёстры Достоевского — Варвара, Вера и Александра — воспитывались в её доме и были выданы ею замуж. Прототипом Быкова также послужил настоящий муж Варвары Михайловны.

## От первых опытов к замыслу

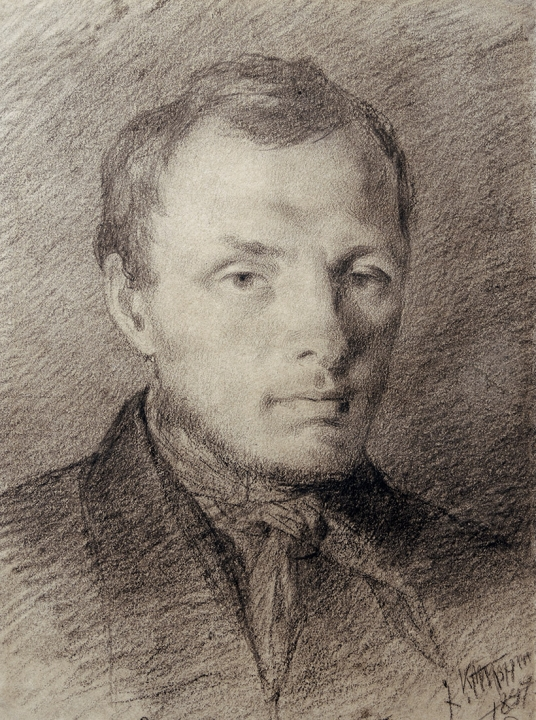
«Портрет Достоевского» (1847) работы Константина Трутовского

Первые известные исследователям литературные опыты Достоевского были драматическими. По воспоминаниям современников, в 1840—1842 годах писатель работал над драматическими произведениями «Мария Стюарт» и «Борис Годунов». Также в училище молодой автор мог работать над драмой «Жид Янкель». Подобная творческая направленность была обусловлена обострённым интересом к драматическим сторонам человеческой жизни, который был свойственен Достоевскому с ранних лет. В его письмах, отправленных в юношеские годы брату, обнаруживается интерес к творчеству Шекспира и Шиллера, а также к жанру трагедии в целом. Несмотря на явную историческую направленность первых литературных опытов, писателя интересовали в первую очередь трагичность и внутренняя драматичность рассматриваемых эпох.
Благодаря письмам Достоевского к брату Михаилу у исследователей появилась возможность проследить за изменениями в замыслах молодого литератора. Так, в конце 1844 года писатель отвлёкся от написания собственной драмы и приступил к переводу романа Оноре де Бальзака «Евгения Гранде», послужившего в дальнейшем прообразом формы современного «романа-трагедии», поиском которой был занят молодой автор. Драматическая история молодой девушки в обстановке прозаической современности, рассказанная Бальзаком, подготовила Достоевского к написанию социально-философского и психологического романа-трагедии уже о русской жизни, которым и стал роман «Бедные люди». Изначально писатель планировал продолжить заниматься переводами, но неудачи с двумя следующими начинаниями побудили его отказаться от этого вида деятельности и полноценно переключиться на написание «Бедных людей».

## Замысел и начало работы
Из рукописных текстов начального периода творчества сохранились только наброски к повести «Двойник». Материалы по «Бедным людям» были либо уничтожены самим Достоевским перед арестом, либо изъяты уже после ареста и уничтожены по окончании следствия. По поводу возникновения замысла и начала работы Достоевского над романом в разное время высказывались различные предположения.
Некоторые исследователи полагали, что замысел будущего романа возник у писателя во время учёбы в Николаевском инженерном училище. По мнению ротного офицера этого военно-учебного заведения, Достоевский «начал писать <…> роман ещё до поступления своего в училище», где по ночам продолжал работу. Сам же Достоевский в 1877 году в «Дневнике писателя» дважды отметил, что работу над романом начал «сам не зная зачем, с самыми неясными и неопределенными целями» в начале зимы 1844 года. При этом ни в письмах писателя, ни в мемуарах его окружения начала 1840-х годов не сохранилось каких-либо письменных подтверждений возможной работы над произведением до указанной даты. Первым письменным свидетельством является письмо Фёдора Михайловича к старшему брату от 30 сентября 1844 года.
Литературовед Георгий Фридлендер также обратил внимание на характер работы Достоевского до 1844 года, в частности, перевод романа «Евгения Гранде» Оноре де Бальзака. Начинающий писатель испытывал сильное влияние романтической эстетики, для которой характерны «возвышенные» образы и сюжеты, а также лирически приподнятый, эмоциональный стиль. В это время Достоевскому было психологически сложно приступить к созданию реалистического социального романа в духе «натуральной школы» 1840-х годов. Сам Фёдор Михайлович в январском номере «Дневника писателя» 1877 года отметил, что начал своё произведение «вдруг», что значило резкое изменение планов. Весной 1844 года про работу над романом, о котором ещё «никто не знал», Достоевский рассказал Константину Трутовскому, который позже упомянул этот факт в своих мемуарах.

### Выбор формы произведения
Выбрать форму романа в письмах молодого Достоевского побудило не только желание изобразить в своём произведении социальную судьбу «бедных людей», но и стремление максимально полно раскрыть их внутренний мир. При помощи романа в письмах Достоевский смог объединить описательный материал с эмоциональной, исповедальной интонацией. Писатель получил возможность одновременно применить методы тонкого микроанализа человеческой души, характерные для сентиментальных романов, и приёмы психологического романа-исповеди 1830—1840-х годов. Вместо автора стали говорить сами персонажи, и благодаря их речи писатель сумел показать уровень духовной жизни, силу и слабость своих героев.
К выбору эпистолярной формы Достоевский был подготовлен частой и напряжённой перепиской с братом Михаилом и отцом. В письмах отцу писатель часто сетовал на бедность, признаком которой считал необходимость отказа от чаепития. Из писем к брату видны муки самоопределения молодого автора. На форму произведения мог повлиять и роман в письмах Жорж Санд «Жак», опубликованный 1 августа 1844 года в «Отечественных записках». Кроме того, сам писатель отмечал, что выбор подобной формы позволил ему «нигде не выказывая „рожи сочинителя“, передать слово самим героям», тем самым наделив их большей свободой самовыражения. 1 февраля 1846 года Достоевский писал брату по поводу критиков: «Во всём они привыкли видеть рожу сочинителя; я же моей не показывал. А им и невдогад, что говорит Девушкин, а не я, и что Девушкин иначе и говорить не может».

## Работа над романом
По мнению исследователей творчества Достоевского, сам писатель позже передал своё состояние в момент работы над романом «Бедные люди», рассказывая в романе «Униженные и оскорблённые» о произведении Ивана Петровича: «Если я был счастлив когда-нибудь, то это даже и не во время первых упоительных минут моего успеха, а тогда, когда ещё я не читал и не показывал никому моей рукописи: в те долгие ночи, среди восторженных надежд и мечтаний и страстной любви к труду; когда я сжился с моей фантазией, с лицами, которых сам создал, как с родными, как будто с действительно существующими; любил их, радовался и печалился с ними, а подчас даже и плакал самыми искренними слезами над незатейливым героем моим».

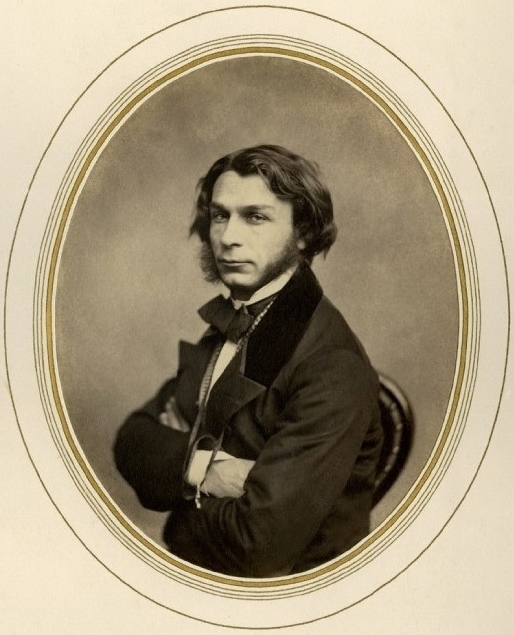
Дмитрий Григорович

Только осенью 1844 года Достоевский решил рассказать о своей работе старшему брату Михаилу. В письме от 30 сентября он сообщил: «У меня есть надежда. Я кончаю роман в объёме „Eugenie Grandet“. Роман довольно оригинальный. Я его уже переписываю, к 14-му я наверно уже и ответ получу за него. Отдам в „Отечественные записки“ <…>. Я бы тебе более распространился о моем романе, да некогда…». Поселившийся в конце сентября с Достоевским в одной квартире Дмитрий Григорович позже вспоминал о работе писателя над «Бедными людьми» следующее: «Достоевский <…> просиживал целые дни и часть ночи за письменным столом. Он слова не говорил о том, что пишет; на мои вопросы он отвечал неохотно и лаконически; зная его замкнутость, я перестал спрашивать. Я мог только видеть множество листов, исписанных тем почерком, который отличал Достоевского: буквы сыпались у него из-под пера точно бисер, точно нарисованные<…>. Усиленная работа и упорное сиденье дома крайне вредно действовали на его здоровье…»
В октябре — ноябре 1844 года Достоевский продолжил работу над первой редакцией романа. Из его переписки следует, что произведение имело не менее двух черновых вариантов, но из-за отсутствия рукописей невозможно точно судить об их характере. Первая версия романа была закончена ещё в ноябре 1844 года, после чего претерпела переработку в декабре. В феврале — марте 1845 года Фёдор Михайлович работал уже над второй редакцией произведения, которая, в итоге, и была переписана набело. Основываясь на структуре произведения, К. К. Истомин выделил два разных по стилю главных сюжета, «сшитых, так сказать, белыми нитками», по мнению критика. Первый сюжет о Вареньке и её прошлом, второй — о Девушкине. Истомин полагал, что в первой редакции произведения был только рассказ о детстве и жизни Вареньки в Петербурге. Позднее добавился сюжет с Девушкиным, и Достоевскому пришлось пойти на литературную уловку с дневником, чтобы соединить оба сюжета. В. Комарович и Г. Чулков позднее раскритиковали данное предположение.
24 марта 1845 года Достоевский писал о романе брату: «Кончил я его совершенно чуть ли ещё не в ноябре месяце, но в декабре вздумал его весь переделать: переделал и переписал, но в феврале начал опять снова обчищать, обглаживать, вставлять и выпускать. Около половины марта я был готов <…> Моим романом я серьёзно доволен. Это вещь строгая и стройная. Есть, впрочем, ужасные недостатки». Эпиграфом к произведению («Ох уж эти мне сказочники! Нет чтобы написать что-нибудь полезное, приятное, усладительное, а то всю подноготную в земле вырывают!..») были выбраны строки из повести Владимира Одоевского «Живой мертвец», впервые опубликованной 3 февраля 1844 года в «Отечественных записках». В марте молодой автор впервые отнёс своё произведение в цензуру, но столкнулся с необходимостью ждать месяц и больше: «ценсора не берут менее чем на месяц. Раньше отцензировать нельзя. Они-де работой завалены». В итоге, Достоевский сразу же забрал рукопись обратно. Отдавать роман в журнал писатель изначально не хотел по той же причине долгого ожидания ответа, а также последующей зависимости от издательства: «Отдашь да не рад будешь <…> если прочтут, так через полгода <…> Напечатают, денег не дадут. <…> Отдавать вещь в журнал значит идти под ярем».
К 4 мая 1845 года работа над романом была окончательно завершена. В этот день Достоевский писал брату: «Этот мой роман, от которого я никак не могу отвязаться, задал мне такой работы, что если бы знал, так не начинал бы его совсем. Я вздумал его ещё раз переправлять, и, ей-богу, к лучшему; он чуть ли не вдвое выиграл. Но уж теперь он кончен, и эта переправка была последняя. Я слово дал до него не дотрагиваться». К этому моменту пристроить куда-либо произведение так и не удалось, что «до дурноты, до тошноты» беспокоило начинающего автора, чьё финансовое положение зависело от успеха этой работы. Достоевский планировал издать роман самостоятельно, либо отдать рукопись в литературный журнал «Отечественные записки», имевший в то время тираж 2500 единиц. Первому варианту препятствовала безвестность начинающего писателя, рискнуть объявить о котором не согласился бы ни один продавец книг. Поэтому оставалось «отдать рукопись за бесценок» в журнал: «Напечатай я там — моя будущность литературная, жизнь — всё обеспечено». Возможный провал «Бедных людей» рассматривался автором как катастрофа: «А не пристрою романа, так, может быть, и в Неву. Что же делать? Я уж думал обо всем. Я не переживу смерти моей idée fixe».

## Допечатные отзывы и публикация

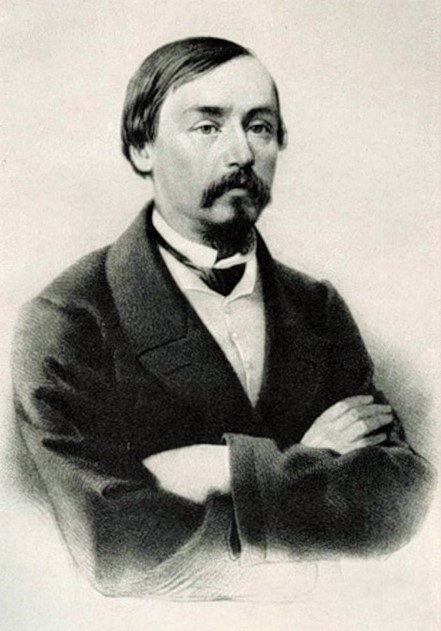
Николай Некрасов

В конце мая 1845 года Достоевский переписал роман набело. Фёдор Михайлович прочитал рукопись начинающему писателю Дмитрию Григоровичу, либо, по версии самого Достоевского, отдал Григоровичу рукопись, чтобы тот ознакомился с произведением сам. В 1877 году в «Дневнике писателя» Достоевский вспоминал: «Литературных знакомств я не имел совершенно никаких, кроме разве Д. В. Григоровича <…> Кажется, он тогда собирался уехать на лето к себе в деревню, а пока жил некоторое время у Некрасова. Зайдя ко мне, он сказал: „Принесите рукопись“ (сам он ещё не читал её); „Некрасов хочет к будущему году сборник издать, я ему покажу“». Григорович к этому времени уже успел напечатать первый очерк в журнале Николая Некрасова «Физиология Петербурга», поэтому, пребывая в восхищении от «Бедных людей», сразу же передал роман Некрасову. По воспоминаниям Григоровича, роман произвёл на него и Некрасова настолько сильное впечатление, что он стал просить Некрасова сразу идти договариваться о публикации: «На последней странице, когда старик Девушкин прощается с Варенькой, я не мог больше владеть собою и начал всхлипывать; я украдкой взглянул на Некрасова: по лицу у него также текли слезы. Я стал горячо убеждать его <…> сегодня же условиться с ним насчет печатанья». Прочитав рукопись за ночь, уже утром следующего дня Некрасов объявил о том, что принимает роман для печати, пообещав заплатить за него 150 рублей серебром. Позже Достоевский вспоминал о впечатлениях, связанных с этим событием: «Точно я мог заснуть после них! Какой восторг, какой успех, а главное — чувство было дорого, помню ясно: „У иного успех, ну хвалят, встречают, поздравляют, а ведь эти прибежали со слезами, в четыре утра, разбудить, потому что это выше сна… Ах хорошо!“ Вот что я думал, какой тут сон!».

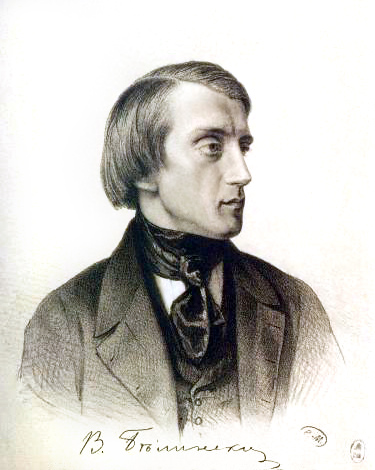
Виссарион Белинский

Договорившись с Достоевским, Некрасов передал рукопись литературному критику Виссариону Белинскому, сравнив при этом Достоевского с Гоголем. После прочтения «Бедных людей» Белинский около 1 июня лично познакомился с Достоевским, горячо приветствуя нового писателя: «Да вы понимаете ль сами-то <…>, что это вы такое написали! <…> Вы только непосредственным чутьём, как художник, это могли написать, но осмыслили ли вы сами-то всю эту страшную правду, на которую вы нам указали? <…> А эта оторвавшаяся пуговица, а эта минута целования генеральской ручки, — да ведь тут уж не сожаление к этому несчастному, а ужас, ужас! В этой благодарности-то его ужас! Это трагедия! Вы до самой сути дела дотронулись, самое главное разом указали. Мы, публицисты и критики, только рассуждаем, мы словами стараемся разъяснить это, а вы, художник, одною чертой, разом в образе выставляете самую суть, чтоб ощупать можно было рукой, чтоб самому нерассуждающему читателю стало вдруг всё понятно! Вот тайна художественности, вот правда в искусстве! Вот служение художника истине! Вам правда открыта и возвещена как художнику, досталась как дар, цените же ваш дар и оставайтесь верным и будете великим писателем!..» Рекомендуя в тот же день «Бедных людей» литературному критику Павлу Анненкову, Белинский заявил, что «… роман открывает такие тайны жизни и характеров на Руси, которые до него и не снились никому <…>. Это первая попытка у нас социального романа, и сделанная притом так, как делают обыкновенно художники, то есть не подозревая и сами, что у них выходит».
7 июня 1845 года Николай Некрасов отдал рукопись «Бедных людей» цензору Александру Никитенко, попросив просмотреть роман хотя бы к сентябрю. Согласно записям цензурного комитета, рукопись произведения была принята к рассмотрению 4 сентября 1845 года: «Для альманаха, роман в письмах. Объём рукописи — 251 страница». 8 октября в письме к брату Достоевский писал, что роман до сих пор не был рассмотрен: «еще ровнешенько ничего не слыхать из цензуры насчет „Бедных людей“. Такой невинный роман таскают, таскают, и я не знаю, чем они кончат. Ну как запретят?» Некрасов после принятия романа в литературном кругу обещал заплатить за него 250 рублей серебром вместо 150, обещанных ранее. Вскоре после этого рукопись «Бедных людей» была одобрена цензором Фрейгантом. 6 ноября Некрасов передал в цензурный комитет вёрстку романа в 187 страниц набора, которая была одобрена цензором Ивановским.
27 ноября издатель Андрей Краевский отправил экземпляр ещё не опубликованного произведения Владимиру Одоевскому: «даю их Вам только на ночь и прошу никому не показывать; завтра утром возвратите мне их». В конце 1845 года Некрасов, заказывая художнику П. П. Соколову оформление своего сборника, вновь обратил внимание на произведение Достоевского: «…главной вещью будет повесть Достоевского „Бедные люди“, уж вы, пожалуйста, постарайтесь передать эти бесподобные типы». 12 января 1846 года Санкт-Петербургский цензурный комитет разрешил печать романа. 18 января в цензурный комитет были доставлены отпечатанные в типографии Э. Праца экземпляры «Петербургского сборника». 19 января цензор А. В. Никитенко подписал «билет на выпуск в свет». 21 января 1846 года «Бедные люди» с авторским жанровым подзаголовком «роман» были впервые опубликованы в составе «Петербургского сборника».

## Последующие доработки
После первой публикации в «Петербургском сборнике» Достоевский возвращался к доработке произведения в 1847, 1860 и 1865 годах. До конца октября 1847 года писатель готовил отдельное издание романа, отправленное в цензурный комитет 27 октября и разрешенное к печати 23 декабря 1847 года. Прислушавшись к критикам первого издания «Бедных людей», Достоевский убрал некоторые уменьшительные формы слов, устранил чрезмерные повторы, а также провёл работу по коррекции языка героев, чтобы сделать его психологически более достоверным. К значительным изменениям относятся и крупные сокращения текста: воспоминания Вареньки о детстве и размышления Девушкина о «его превосходительстве». Б. В. Томашевский позднее отметил, что это была наиболее серьёзная переработка романа писателем. В последующих изданиях 1860 и 1865 годов Достоевский внёс в текст ряд стилистических исправлений.